# Arthur de Greef
 Arthur de Greef  (nacido el 27 de marzo de 1992) es un extenista profesional belga, nacido en la ciudad de Bruselas, Bélgica.[cita requerida]

## Carrera
Su mejor ranking individual es el n.º 113 alcanzado el 19 de junio de 2017, mientras que en dobles logró la posición 597 el 4 de marzo de 2013.
No ha logrado hasta el momento títulos de la categoría ATP ni de la ATP Challenger Tour, aunque sí ha obtenido varios títulos Futures tanto en individuales como en dobles.